# Eric Swinkels
Eric Swinkels, född 30 mars 1949 i Best, Nederländerna, är en nederländsk före detta sportskytt.
Swinkels blev olympisk silvermedaljör i skeet vid sommarspelen 1976 i Montréal.